# Rio Ivaí (Rio Grande do Sul)
Pour les articles homonymes, voir Rio Ivaí (homonymie).
Le rio Ivaí est un cours d'eau brésilien de l'État du Paraná. C'est le deuxième plus long fleuve de l'État, et un affluent du Río Paraná, dans le bassin de la Plata.

## Géographie
De 685 km de longueur, son bassin versant est de 36 622 km2.